# Staller
Staller (af latinsk stabularius ≈  staldmester) er en middelalderlig betegnelse for embedsmand eller hofembedsmand. Stalleren var i begyndelsen ikke knyttet til en bestemt funktion, men blev efterhånden den person, der dømte i hirdens anliggender og blandt andet stod for kongens stald og rejser, opgaver som marsken senere overtog. Begrebet kendes i Danmark fra 1100-tallet, men stammer muligvis fra vikingetiden.
Staller var indtil 1866 også betegnelsen for landfogeden på Ejdersted og Nordstrand i Sydslesvig. Stalleren fungerede her som leder af retsvæsenet og udøvede den øverste politimyndighed. På Ejdersted fandtes også overstallere. Med stallerprivillegiet af 1590 lovede hertugen ikke at ansætte adelige og andre uden ejendom på Ejdersted.